# Giovani si diventa
Giovani si diventa (While We're Young) è un film del 2014 diretto da Noah Baumbach.

## Trama
Una coppia di New York, Josh e Cornelia Schrebnick, passati i quaranta anni, con fatica accetta l'impossibilità di avere dei figli. Sentirsi ancora giovani ma non esserlo più non migliora la loro condizione.
Un giorno, dopo aver tenuto un seminario universitario come documentarista, Josh è avvicinato da Jamie, che è suo ammiratore, e vanno a cena insieme con le rispettive compagne. Josh e Jamie stringono subito una forte amicizia, e in breve Josh e la moglie si fanno trascinare dall'altra coppia in una serie di esperienze che movimenteranno loro la vita ringiovanendone i costumi.
Josh, che a diversi anni dal suo ultimo documentario di successo fatica a portare a termine un lavoro sin troppo ambizioso, aiuta Jamie con ogni mezzo nella realizzazione del suo primo lavoro. Quest'ultimo contatta il suocero di Josh, celebre documentarista, alle spalle dello stesso.
In pratica, il progetto di Josh si impantanerà sempre di più mentre il talentuoso Jamie riceve il placet del celebre Leslie Breitbart dopo aver usato mezzi di ogni tipo per raggiungere il suo scopo.
Dopo una crisi che non risparmia neanche la moglie Cornelia, Josh fa autocritica e accetta che il suo allievo Jamie possa avere talento anche se il rapporto di amicizia, instaurato evidentemente solo per interesse, finisce bruscamente.
Un anno più tardi, Josh e Cornelia riconciliati tra loro e con i loro "vecchi amici", sono in viaggio per Haiti per adottare un bambino.

## Distribuzione
Il film è stato presentato in anteprima al Toronto International Film Festival nel settembre 2014, venendo poi successivamente presentato al New York Film Festival. La distribuzione nelle sale cinematografiche statunitensi è avvenuta il 27 marzo 2015, mentre in quelle italiane il 9 luglio dello stesso anno.

## Riconoscimenti
- 2015 - Gotham Awards[1]
  - Candidatura per la Miglior sceneggiatura a Noah Baumbach